# Дмитриев, Дмитрий Александрович
Дмитрий Александрович Дмитриев (25 июня 1975, Ленинград) — российский игрок в мини-футбол. Мастер спорта по футболу.

## Биография
Воспитанник СШОР «Звезда» (Ленинград). Играл за сборную Ленинграда.
С 1993 по 1995 годы играл за мини-футбольный клуб «Самсон» СПб, провёл более 50 матчей. В 1995 году перешёл в югорский ТТГ и стал бронзовым призёром чемпионата России. В 1997 году играл за новоуральский МФК «Строитель» на правах аренды.
Дважды бронзовый призёр чемпионата России (1995/96, 1996/97). Дважды финалист Кубка России по мини-футболу.